# Assistència (futbol)
En futbol, una assistència és una contribució d'un jugador perquè un company del mateix equip marqui un gol. El nombre d'assistències d'un jugador poden ser computades oficialment o de manera no oficial per organitzacions d'una competició, tot i que el recompte d'assistències no forma part de les Regles del Futbol i el criteri per assignar una assistència a un jugador pot variar depenent de l'ens organitzador del campionat. El registre d'assistències no es va començar a efectuar fins a finals del segle xx. Des dels anys 1990, alguns campionats de lliga registren les assistències i premien el jugador amb més assistències de gol.

## Criteris
De manera generalitzada, una assistència se l'adjudica un jugador que passa o centra la pilota perquè un seu company d'equip marqui gol. També es pot donar el cas d'un jugador que xuti la pilota i aquesta reboti a un defensa, al porter o a alguns dels pals de la porteria i un altre jugador marqui gol. En algunes competicions es dona per vàlida una assistència al jugador que provoca un penal o un tir lliure convertit posteriorment en gol, o un jugador que provoqui un autogol de l'equip contrari.

## FIFA
El Grup d'Estudis Tècnics de la FIFA (Technical Study Group, en anglès) és l'ens responsable d'assignar assistències de gol en les edicions de la Copa del Món de futbol. En el document del Technical Study Group per a la Copa del Món de 1986, els autors van calcular per primera vegada (tot i que de forma no oficial) les estadístiques d'assistències, segons els criteris següents:
1. Una assistència serà concedida a l'últim jugador que passi la pilota al company d'equip que marqui gol.
2. També serà concedida una assistència de gol a dos jugadors que intervinguin, de manera decisiva, en la realització d'un gol d'un tercer company d'equip.
3. També es concedirà assistència de gol al jugador que xuti la pilota en direcció a la porteria i aquesta reboti a un defensa, al porter o a alguns dels pals de la porteria i un altre jugador marqui gol.
4. Una assistència serà concedida al jugador que provoca un penal o un tir lliure convertit posteriorment en gol.
5. No es concedirà cap assistència de gol en el cas que el jugador marqui el gol sense intervenció dels seus companys (després d'un driblatge, per exemple).
6. No es concedirà assistència de gol al jugador de l'equip contrari que passi per error (o no) la pilota al jugador que marqui gol.

Per a la Copa del Món de 1990, el document del TSG va canviar lleugerament el criteri per als tirs lliures i penals:
- Es dona per vàlida una assistència al jugador que provoca un penal o un tir lliure convertit posteriorment en gol, a menys que sigui el propi jugador que ha provocat la infracció el que realitzi el llançament i marqui gol.

La FIFA va començar a comptar de manera oficial les assistències de gol durant la Copa del Món de 1994, a causa de la popularitat entre els aficionats estatunidencs de les estadístiques detallades en qualsevol tipus d'esport. Aquella edició de 1994 també va ser la primera que va usar l'assistència de gol com a mètode de desempat per als màxims golejadors del campionat. Però Hristo Stoítxkov i Oleg Salenko van empatar a 19 punts, amb 6 gols i 1 assistència cadascun, de manera que el criteri de l'assistència de gol no es va poder aplicar com a desempat.